# Bengaalse leeuwerik
De Bengaalse leeuwerik (Plocealauda assamica, synoniem Mirafra assamica) is een zangvogel uit de familie Alaudidae (leeuweriken).

## Verspreiding en leefgebied
Deze soort komt voor in noordelijk India, zuidelijk Nepal, Bhutan, Bangladesh en westelijk Myanmar.

## Status
De grootte van de populatie is niet gekwantificeerd maar de soort wordt omschreven als wijdverspreid en plaatselijk algemeen. Op de Rode lijst van de IUCN heeft deze soort de status niet bedreigd.